# Liste der Monuments historiques in Drancy
Die Liste der Monuments historiques in Drancy führt die Monuments historiques in der französischen Gemeinde Drancy auf.

## Liste der Bauwerke
| Bezeichnung        | Beschreibung | Standort                                                          | Kennzeichnung | Schutzstatus | Datum     | Bild           |
| ------------------ | ------------ | ----------------------------------------------------------------- | ------------- | ------------ | --------- | -------------- |
| Asyl               |              | Rue Ladoucette (Lage)                                             | PA00079932    | Classé       | 1928      | weitere Bilder |
| Sammellager Drancy |              | Avenue Jean-Jaurès Rue Arthur-Fontaine Rue Auguste-Blanqui (Lage) | PA93000015    | Classé       | 2001 2002 | weitere Bilder |

## Liste der Objekte

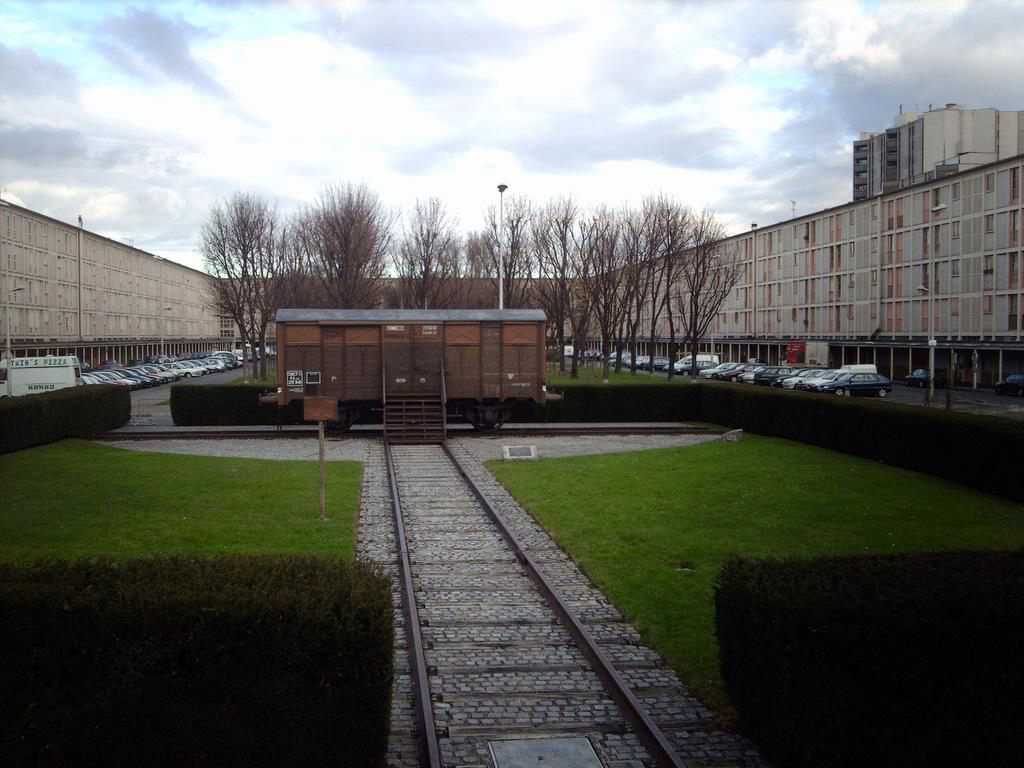
Eisenbahnwaggon

- Monuments historiques (Objekte) in Drancy in der Base Palissy des französischen Kultusministeriums